# Đội Cấn (xã)
Đội Cấn là một xã thuộc huyện Tràng Định, tỉnh Lạng Sơn, Việt Nam.
Xã Đội Cấn có diện tích 46,4 km², dân số năm 1999 là 723 người, mật độ dân số đạt 16 người/km².
Theo thống kê năm 2019, xã Đội Cấn có diện tích 46,4 km², dân số là 770 người, mật độ dân số đạt 17 người/km².

## Lịch sử
Ngày 1 tháng 12 năm 2024, nhập toàn bộ diện tích tự nhiên là 9,00 km², quy mô dân số là 470 người của xã Đại Đồng sau khi điều chỉnh theo quy định tại điểm b khoản này vào xã Đội Cấn. Sau khi nhập, xã Đội Cấn có diện tích tự nhiên là 54,92 km² và quy mô dân số 1.333 người